# Chilehexops
Chilehexops es un género de arañas migalomorfas de la familia Dipluridae. Se encuentra en Chile y Argentina.

## Características
El género Chilehexops se caracteriza por el largo de la tibia en los machos, las espermatecas esclerotizadas, la ausencia de ojos posteriores en la parte medial de la cabeza, y la ausencia de estructuras relacionadas al cortejo en los apéndices de los machos.

## Lista de especies
Según The World Spider Catalog 11.5:
- Chilehexops australis (Mello-Leitão, 1939)
- Chilehexops misionensis Goloboff, 1989
- Chilehexops platnicki Coyle, 1986